# Omloop Het Volk 1991
L'Omloop Het Volk 1991, quarantacinquesima edizione della corsa, si svolse il 2 marzo per un percorso di 201 km, con partenza ed arrivo a Gent. Fu vinto dal tedesco Andreas Kappes della squadra Histor-Sigma davanti ai belgi Carlo Bomans e Edwig Van Hooydonck.

## Ordine d'arrivo (Top 10)
| Pos. | Corridore           | Squadra                 | Tempo    |
| ---- | ------------------- | ----------------------- | -------- |
| 1    | Andreas Kappes      | Histor-Sigma            | 4h46'00" |
| 2    | Carlo Bomans        | Weinmann-Eddy Merckx    | s.t.     |
| 3    | Edwig Van Hooydonck | Buckler                 | s.t.     |
| 4    | Peter Huyghe        | La William-Saltos-Duvel | s.t.     |
| 5    | Jelle Nijdam        | Buckler                 | s.t.     |
| 6    | Johan Museeuw       | Lotto-Superclub         | s.t.     |
| 7    | Wilfried Nelissen   | Weinmann-Eddy Merckx    | s.t.     |
| 8    | Marc Sergeant       | Panasonic-Sportlife     | s.t.     |
| 9    | Thierry Gouvenou    | Z-Peugeot               | s.t.     |
| 10   | Étienne De Wilde    | Histor-Sigma            | s.t.     |